# حقوق دگرباشان جنسی در قبرس شمالی
افراد لزبین، همجنس‌گرا، دوجنس‌گرا و تراجنسیتی (LGBT) در TRNC (جمهوری ترک قبرس شمالی) با چالش‌های قانونی مواجه هستند که ساکنان غیر دگرباشان جنسی آن‌ها را تجربه نکرده‌اند. فعالیت جنسی همجنس گرایان از ۷ فوریه ۲۰۱۴ در قبرس شمالی قانونی شده است. قوانین قبلی طبق مواد ۱۷۱ و ۱۷۳ قانون کیفری برای آن سه سال زندان را مجاز می دانستند. تابه حال همجنس گرایی زنان جرم انگاری نشده است. با این حال در سال ۲۰۱۱ دستگیری‌هایی برای همجنس‌گرایی رخ داده است.
این قوانین میراثی از حکومت استعماری بریتانیا بود که پس از استقلال جزیره قبرس در دهه ۱۹۶۰ باقی ماند. در حالی که جمهوری قبرس در سال ۱۹۹۸ برای پیوستن به اتحادیه اروپا (EU) در سال ۲۰۰۴ همجنس گرایی را جرم زدایی کرد، وضعیت مورد مناقشه شمال به این معنی است که خارج از صلاحیت اتحادیه اروپا قرار دارد.
لغو جرم انگاری همجنسگرایی مردانه از سال ۲۰۰۶ مورد توجه جدی قرار گرفته بود. در اکتبر ۲۰۱۱، مارینا یاناکوداکیس، نماینده پارلمان اروپا، ادعا کرد که در طی یک سفر به قبرس شمالی، رئیس جمهور درویش اروغلو به او قول داده است که همجنسگرایی را قانونی خواهد کرد تا آن را با ترکیه، جمهوری قبرس و بقیه اروپا مطابقت دهد. در دسامبر ۲۰۱۱، اعلام شد که به دلیل افزایش فشار نمایندگان پارلمان اروپا، قانونگذاران قبرس شمالی قانونی را که در حال حاضر همجنس گرایی را جرم انگاری می کند، لغو خواهند کرد. رئیس جمهور درویش اروغلو، رهبر فعلی دولت، ابراز داشت که وقتی این لایحه به او برسد، آن را امضا خواهد کرد.
این امر به تعویق افتاد تا اینکه دو پرونده علیه قبرس شمالی به دادگاه قانون اساسی قبرس شمالی و دادگاه حقوق بشر اروپا ارائه شد. بلافاصله پس از تسلیم پرونده در دادگاه اروپا، مرکز هماهنگی اتحادیه اروپای نخست وزیر قبرس شمالی در آوریل ۲۰۱۳ اصلاحیه ای را برای لغو مواد ۱۷۱، ۱۷۲ و ۱۷۳ از فصل ۱۵۴ قانون جنایی جمهوری تنظیم کرد. انتظار می رفت این مصوبه تصویب شود، اما مطرح شد.
اگر قانون تصویب نمی شد، دادگاه حقوق بشر اروپا احتمالاً به این پرونده رسیدگی می کرد و جرم انگاری را نقض ماده ۸ می دانست، مطابق با Dudgeon علیه بریتانیا.
در ۲۷ ژانویه ۲۰۱۴، مجلس جمهوری، پارلمان قبرس شمالی، به لغو مقررات قانون جنایی که روابط همجنس‌گرایان بین مردان را غیرقانونی می‌دانست، رأی داد. این لایحه به قانون تبدیل شد، و در روزنامه رسمی در ۷ فوریه ۲۰۱۴ منتشر شد. پس از انتشار اعمال شد.
از سوی سازمان های مردم نهاد درخواست هایی برای قانونی شدن ازدواج همجنس گرایان مطرح شده است. در سال ۲۰۱۲، حزب دموکراسی کمونال قانونی را پیشنهاد کرد که ازدواج همجنس‌گرایان را قانونی می‌کرد، اما این قانون با مخالفت حزب اتحاد ملی حاکم در آن زمان مواجه شد.
رژه سالانه غرور از سال ۲۰۱۴ بدون حادثه در نیکوزیا شمالی برگزار شده است. در سال ۲۰۲۴، شهردار مهمت هارمنجی در آن شرکت کرد.

## جدول خلاصه وضعیت
| فعالیت جنسی همجنسگرایان قانونی است                                               | (از سال 2014)                         |
| سن مساوی برای رضایت (16)                                                         | (از سال 2014)                         |
| قوانین ضد تبعیض فقط در استخدام                                                   | (از سال 2014)                         |
| قوانین ضد تبعیض در ارائه کالاها و خدمات                                          | (از سال 2014)                         |
| قوانین ضد تبعیض در سایر زمینه ها (از جمله تبعیض غیرمستقیم، سخنان نفرت انگیز)     | (از سال 2014)                         |
| شناخت زوج های همجنس                                                              | No                                    |
| به رسمیت شناختن زوج های همجنس (مانند مشارکت ثبت شده یا اتحادیه مدنی و غیره)      | No                                    |
| فرزندخواندگی مشترک توسط زوج های همجنس                                            | No                                    |
| فرزندخواندگی برای افراد مجرد بدون توجه به گرایش جنسی                             | No                                    |
| فرزندخواندگی ناتنی توسط زوج های همجنس                                            | No                                    |
| همجنس‌گرایان، همجنس‌گرایان و دوجنس‌گراها اجازه دارند به طور آشکار در ارتش خدمت کنند |                                       |
| حق تغییر جنسیت قانونی                                                            |                                       |
| دسترسی به IVF برای لزبین ها                                                      | No                                    |
| تبدیل درمانی برای افراد زیر سن قانونی ممنوع شد                                   | No                                    |
| رحم اجاره ای تجاری برای زوج های مرد همجنس گرا                                    | (برای زوج‌های جنس مخالف نیز ممنوع است) |
| MSM مجاز به اهدای خون                                                            |                                       |